# Erfgoedfonds
Het Erfgoedfonds is een Belgisch fonds met filantropische doelstellingen. Het coördineert de actie van de Koning Boudewijnstichting in het kader van het thema Erfgoed, dat in 1987 werd gelanceerd.
Het fonds heeft als doel het beschermen, behouden en vrijwaren van het Belgisch erfgoed. Dit doet het onder meer door het verwerven en veiligstellen van kunstwerken, archieven en documenten die getuigen van het Belgisch artistieke, culturele en historische erfgoed. Het Erfgoedfonds treedt ook op als overkoepelend orgaan dat de werking van de mecenaatsfondsen, actief rond erfgoed en cultuur en opgericht bij de Koning Boudewijnstichting, wenst te optimaliseren.[1]

## Visie
Het Erfgoedfonds werd opgericht als antwoord op een problematiek die zich in de jaren 1980 in België stelde. Verschillende belangrijke werken of collecties dreigden op dat moment te verhuizen naar het buitenland en zouden zo terecht komen in handen van private verzamelaars. Bekende voorbeelden hiervan zijn de nalatenschap van Belgisch surrealistisch kunstschilder René Magritte en de Blijde intrede van Christus in Brussel van James Ensor. Om dergelijke werken en collecties te vrijwaren en in België te houden, lanceerde de Koning Boudewijnstichting haar activiteiten rond erfgoed.
Tot 1995 waren vooral de grote restauratiecampagnes spraakmakend zoals SOS Grote doeken, SOS Polychromieën en SOS Wandtapijten. Vanaf 1995 wordt de klemtoon gelegd op het verwerven van belangrijke Belgische kunstwerken en documenten. De Koning Boudewijnstichting kan hiervoor ook rekenen op de hulp van schenkers. De Stichting koopt die werken niet voor zichzelf, maar om ze in langdurig bruikleen te geven aan diverse instellingen. Op die manier blijven ze toegankelijk voor iedereen. Naast het aankopen van kunstwerken bekommert de Stichting zich ook over het behoud, de bescherming, de valorisatie en het publiek toegankelijk maken van het Belgisch erfgoed.
De stichting fungeert ook als bemiddelaar en zet zich in om initiatieven rond erfgoed tot een goed einde te brengen. Daarom treedt ze op als partner in tal van erfgoedprojecten.

#### Literatuur

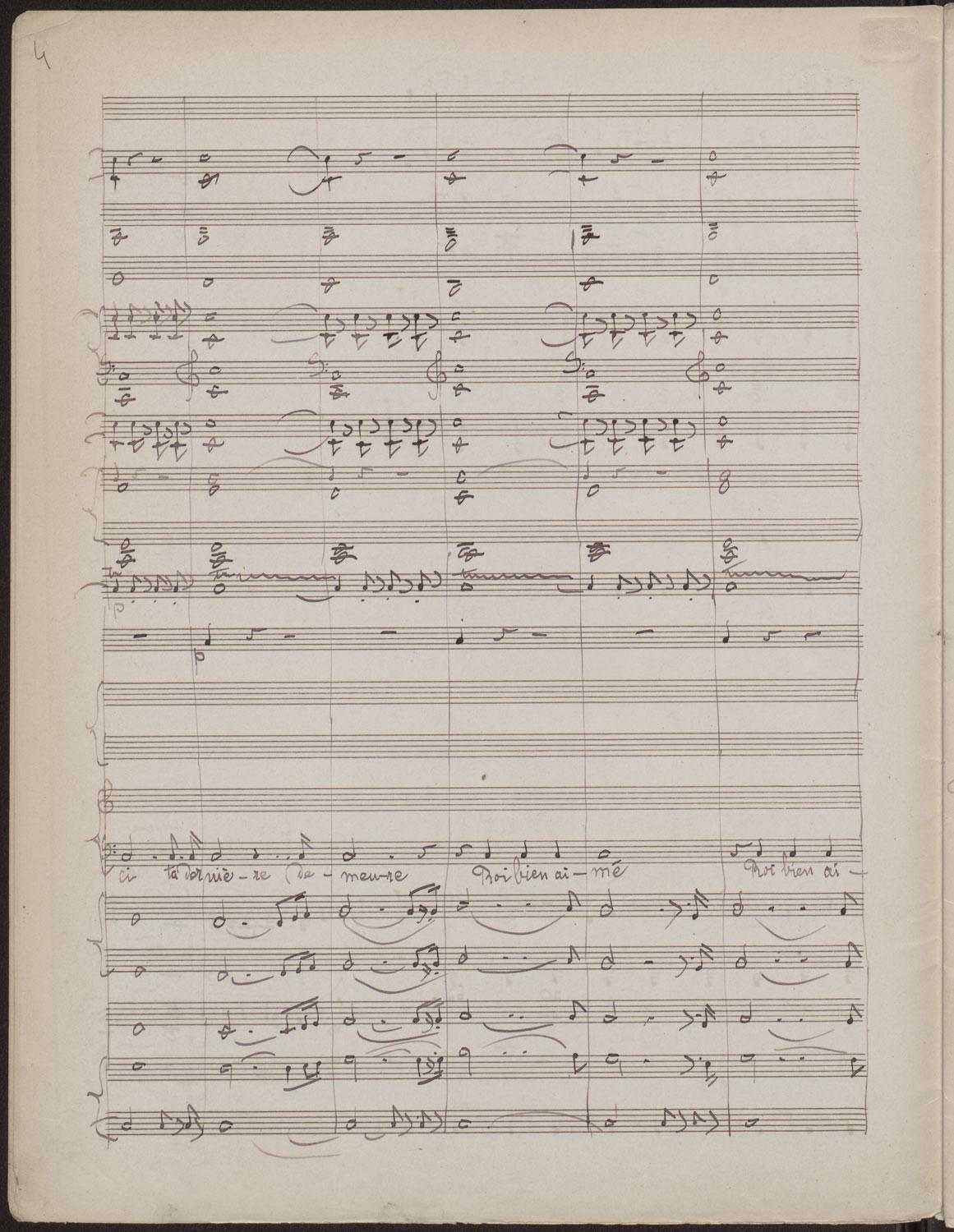
Partituur voor La fiancée de Messine (Henri Vieuxtemps)

## Werking
Het Erfgoedfonds is een fonds dat werkt met een kapitaaldotatie van de Koning Boudewijnstichting. Het werkt autonoom en heeft een eigen bestuurscomité. Prins Lorenz is de erevoorzitter van het Erfgoedfonds.

### Fondsen
Het Erfgoedfonds werkt nauw samen met verschillende Fondsen die door schenkers bij de Koning Boudewijnstichting werden opgericht. Ze werken allemaal binnen een specifiek actiedomein, gekozen door de schenkers, gaande van het ondersteunen van musea in België door het aankopen van nieuwe werken, over het bewaren, conserveren, beschermen, restaureren en valoriseren van het cultureel patrimonium, het opleiden van kunstenaars, muzikanten, etc. Ze ondersteunen projecten rond:
- roerend erfgoed (uit verschillende periodes)
- bouwkundig erfgoed
- natuurlijk erfgoed
- muziek
- geschiedenis
- archeologie

Het Erfgoedfonds treedt daarbij op als overkoepelend orgaan van deze Fondsen.

### Centrum voor Filantropie
Het Centrum voor Filantropie is onderdeel van de Koning Boudewijnstichting. Het wil giften aanmoedigen en verleent zijn diensten en advies aan schenkers die zich willen inzetten voor erfgoed en cultuur.

### Collecties
De Koning Boudewijnstichting verzamelde, met de steun van zijn verschillende Fondsen en het overkoepelende Erfgoedfonds, sinds zijn oprichting in 1987 een diverse collectie erfgoedobjecten. De onderwerpen variëren en spreiden zich over verschillende culturele velden zoals beeldende kunst, muziek, toegepaste kunst en literatuur. Het oudste object in de collectie dateert van rond 800 voor Christus, namelijk het bronsdepot van Heppeneert.
Om de werken en de collecties die het aankoopt publiek toegankelijk te maken en te valoriseren, wordt voor elke aanwinst op zoek gegaan naar de meeste geschikte depothouder, een openbare verzameling of een publiek toegankelijke plaats. De hiervoor aangestelde controlecommissie let bij het maken van de keuze op de historische band tussen het object en de locatie of naar de aard van de collectie zodat deze het kunstwerk het best tot zijn recht kan laten komen. Deze depothouders variëren naargelang de aard van collectie tussen musea, bibliotheken en andere erfgoedinstellingen.
Daarnaast worden de werken ook tijdelijk uitgeleend in het kader van tentoonstellingen in binnen- en buitenland indien deze een meerwaarde betekenen voor het in bruikleen gevraagde stuk.

### BRAFA
Jaarlijks presenteert het Erfgoedfonds zijn recentste aankopen en topstukken in een aan hen toegewijde tentoonstellingsruimte op de BRAFA-kunstbeurs die wordt gehouden in Thurn en Taxis (Brussel). Dit doet het met als doelstelling zijn recentste aankopen in de kijker te plaatsen en het publiek van BRAFA kennis te laten maken met haar werking in het erfgoeddomein. In het kader van de 30e verjaardag van haar Erfgoedfonds en de 10e deelname aan BRAFA stelde de Koning Boudewijnstichting het programma voor de BRAFA Art Talks op.

## Collectieoverzicht

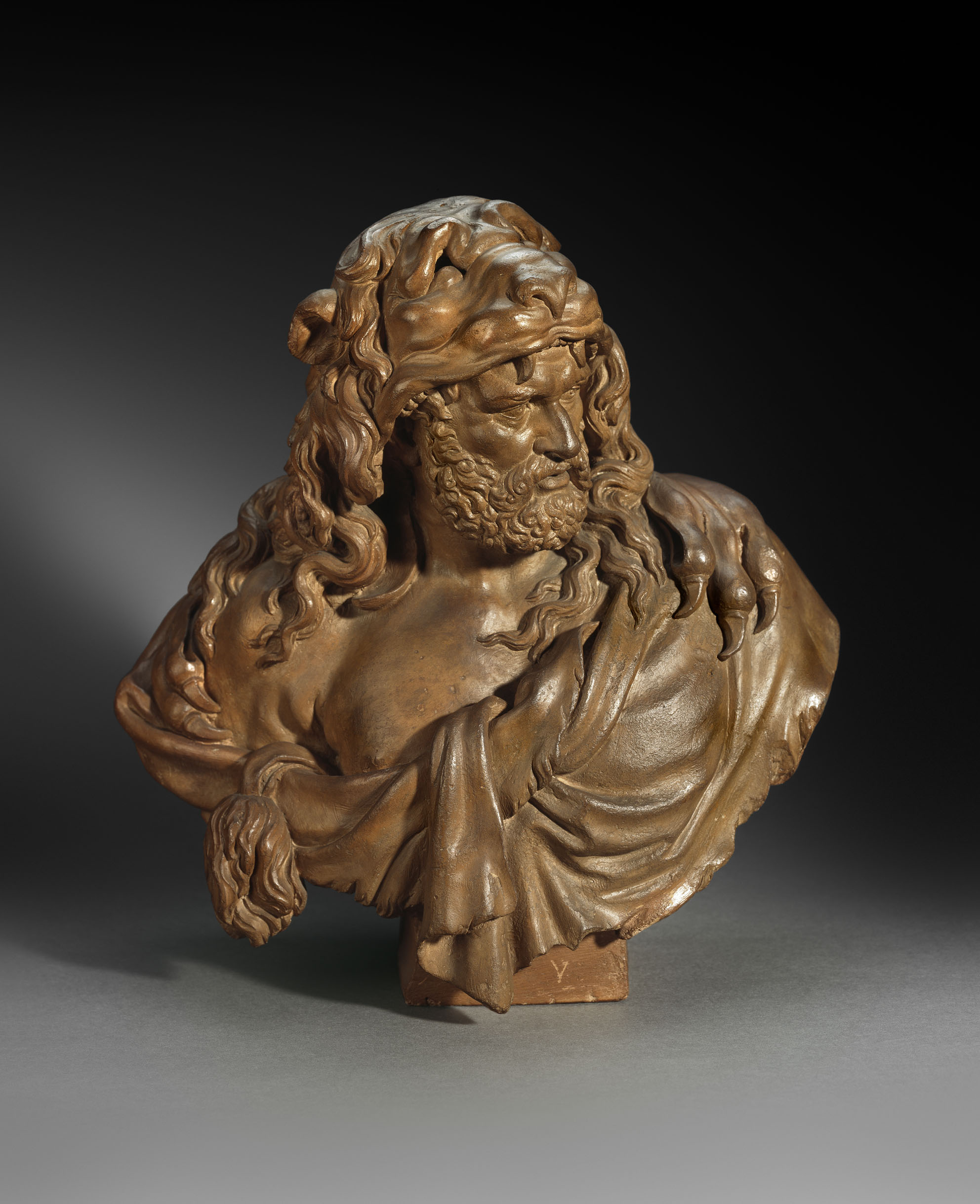
Lucas Faydherbe, Buste van Hercules. Topstuk in de collectie Charles Van Herck. Opgesteld in het Rubenshuis (Antwerpen).

De collectie bevat naast enkele grote deelcollecties ook individuele topstukken. Het Erfgoedfonds beheert als overkoepelend orgaan de collectie verworven door het Erfgoedfonds en de verschillende Fondsen van de Koning Boudewijnstichting.

### Beeldende kunst

#### Collectie Thomas Neirynck
In 2004 werden een zevenhonderdtal werken uit de privéverzameling van Belgisch kunstenaar en verzamelaar Thomas Neirynck toevertrouwd aan de Koning Boudewijnstichting met het doel deze verzameling als één geheel te valoriseren, bewaren en ontsluiten. De collectie bevat werken uit de internationale CoBrA-beweging met kunstenaars zoals Pierre Alechinsky en Asger Jorn maar richt zich evenzeer tot de Jeune Peinture Belge zoals Louis Van Lint en de abstracte kunst. Het merendeel van de collectie bestaat uit werk van Belgische kunstenaars. In samenspraak met de Koning Boudewijnstichting en Neirynck werd deze deels toevertrouwd aan het Musée des Beaux Arts te Bergen.

#### Collectie Charles Van Herck
In 1996 en 1997 verwierf het Erfgoedfonds een groot aandeel van de private verzameling van Charles Van Herck. Deze is opgebouwd uit een honderdtal terracotta beelden en een zevenhonderdtal ontwerptekeningen uit de 17e en 18e eeuw. De terracotta's werden toevertrouwd aan het Koninklijk Museum voor Schone Kunsten te Antwerpen met uitzondering van de Buste van Hercules van Lucas Faydherbe, die zich in het Rubenshuis bevindt, en een beeldengroep die in het Musée Royal de Mariemont werd ondergebracht. De collectie tekeningen werd toevertrouwd aan het Museum Plantin-Moretus.

#### Collectie Jos Knaepen
In 2014 schonk Belgisch verzamelaar Jos Knaepen zijn collectie Hedendaagse kunst aan de Koning Boudewijnstichting. De collectie is het resultaat van jarenlang verzamelen en bevat werk van grote namen zoals Robert Motherwell, Sam Francis, Ellsworth Kelley en Joan Miro.[14] De collectie verschilt van de Collectie Thomas Neirynck doordat ze zich richt op de internationale kunstscene en vooral werken op papier bevat.

#### Archieffonds Christian Dotremont
In 2011 werd het archieffonds van Christian Dotremont (1922-1979) vanuit Frankrijk opnieuw naar België gebracht en geschonken aan de Koning Boudewijnstichting door broer en beheerder van de erfenis Guy Dotremont. Het fonds vormt een cruciale schakel voor de kennis van de naoorlogse literatuur en kunst, en dan vooral voor de CoBrA-beweging. Het archief omvat een grote collectie logogrammen. Dit zijn gedichten die op een dergelijk spontane manier neergeschreven werden dat ze ook als grafisch kunstwerk beschouwd kunnen worden. Dat maakt hen tot een van de belangrijkste poëtische uitvindingen van de 2e helft van de 20e eeuw. Het geheel werd toevertrouwd aan het Archief en Museum van de Franstalige Literatuur (AML) dat zich bevindt in de Koninklijke Bibliotheek van België te Brussel.

### Toegepaste kunst

Philippe Wolfers, Libellule (1902-1903). Opgesteld in de gereconstrueerde Magasins Wolfers in het Jubelparkmuseum (KMKG)

#### Nalatenschap Philippe en Marcel Wolfers (e.a.)
De collectie omvat acht juwelen (exemplaires uniques), drie beeldhouwwerken, een schilderij en dertien siervoorwerpen alsook 129 ontwerptekeningen en een archief. Het archief dat werd geschonken door de familie bevat meer dan 1400 originele foto's van de beroemde fotograaf Alexandre, die het werk van Philippe Wolfers documenteerde. Het grootste deel van de aankoop is te bewonderen in de gereconstrueerde "Magasins Wolfers" in het Jubelparkmuseum (KMKG). De winkel met interieur van Victor Horta werd gerestaureerd met steun van het Fonds Baillet Latour. De aankoop is het resultaat van gebundelde krachten tussen het Erfgoedfonds, het Fonds Braet-Buys-Bartholomeus en het Fonds Marcel Van Rooy.

#### Juwelen uit de collectie Nelly Van den Abbeele
De collectie Nelly Van den Abbeele is een referentieverzameling met werken van de belangrijke kunstenaars uit de 20e eeuw, waaronder meerdere Belgische kunstenaars die een juweel ontwierpen voor Nelly van den Abeele. Het gaat om de eerste artistieke juwelen die in België vervaardigd werden in de periode 1970-1980.

#### Collectie Fill-Trevisol
De verzameling van Maria Luise Fill en Robert Trevisiol bestaat uit een ensemble van meer dan 220 stukken koptisch textiel. De collectie bestaat uit Egyptische textielfragmenten en reikt voornamelijk van de 2e tot de 10e eeuw. Ze bestaat uit fragmenten van kledingstukken en interieurstoffen. Om hun collectie koptisch textiel veilig te stellen en voor iedereen toegankelijk te maken, beslisten de verzamelaars om ze aan de Koning Boudewijnstichting te schenken. De verzameling is nu ondergebracht in het Musée Royal de Mariemont. Daar wordt om de zes maanden een andere selectie werken uit de collectie gepresenteerd.

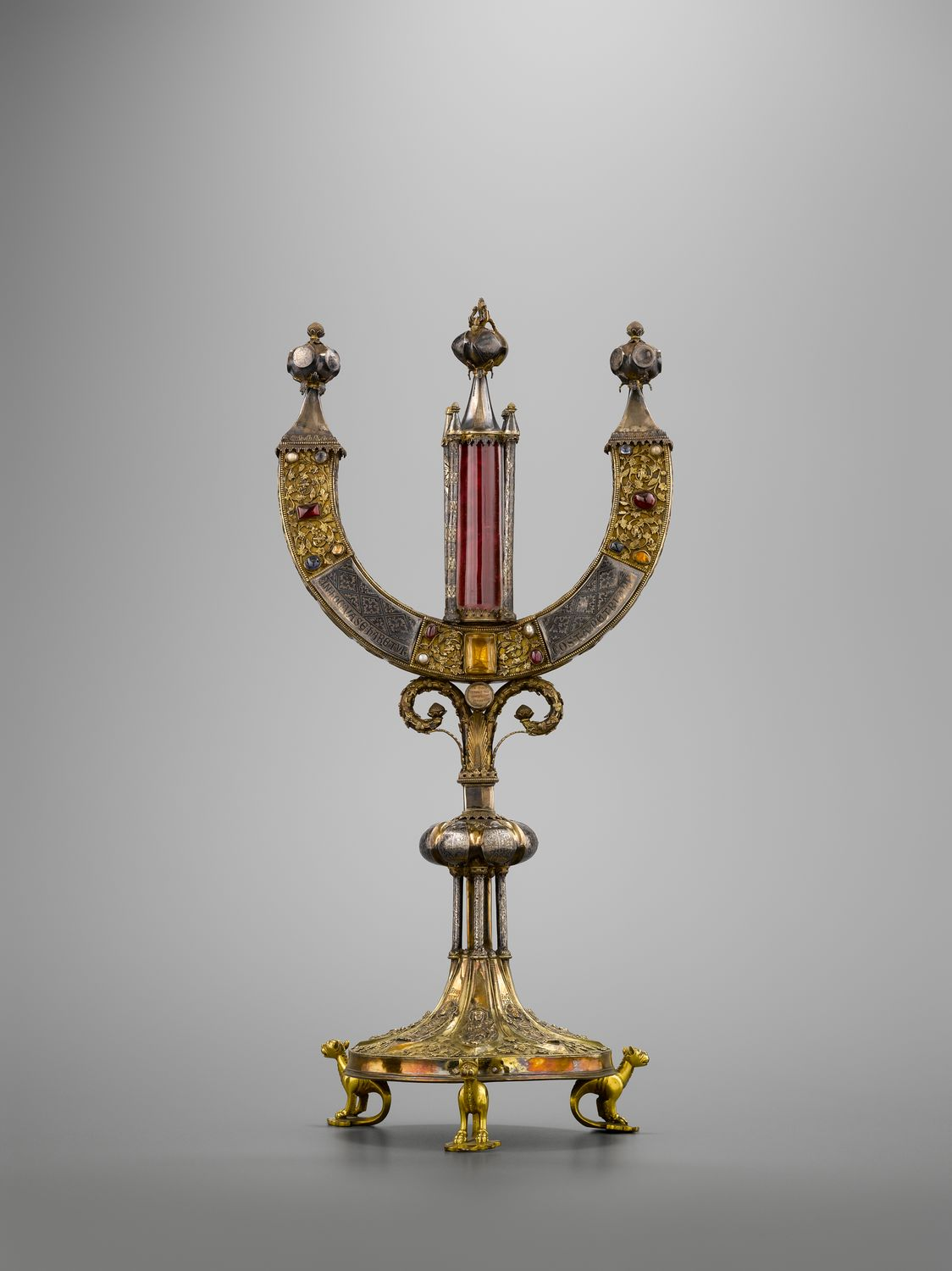
Hugo van Oignies, Reliekhouder van de rib van de Heilige Petrus (1238).

#### Kerkschat van Oignies
De Kerkschat van Oignies (ook genoemd: Schat van Oignies) is een verzameling van een vijftigtal 13e-eeuwse stukken die het leven en de geschiedenis van een kloostergemeenschap weerspiegelen. De Schat omvat 32 stukken die beschermd zijn als roerend cultureel erfgoed. Ongeveer de helft van de verzameling bestaat uit reliekhouders, met daarnaast liturgische en rituele voorwerpen. De meeste edelsmeedwerken zijn toegeschreven aan Hugo van Oignies (geboren voor 1187 en werkzaam tot 1238) en zijn atelier, wiens werken behoren tot de Maaslandse kunst.

#### Collectie Catteau
In 1999 schonken Claire De Pauw en Marcel Stal hun collectie van meer dan 800 vazen in aardewerk en steengoed van keramist Charles Catteau (1880-1996) aan de Koning Boudewijnstichting. De verzameling biedt niet alleen een belangrijk overzicht van het werk van Charles Catteau, maar toont ook de productie van Boch Keramis ten tijde van de art deco.

#### Collectie Marie-Louise Dupont
In 2006 kocht het Erfgoedfonds van de Koning Boudewijnstichting een verzameling van meer dan 1400 bas-reliëfs vervaardigd tussen 1850 en 1950. De stukken in de verzameling werden vervaardigd door de grootste Belgische fabrikanten van kunstmedailles. Het behoud van deze verzameling is te danken aan Marie-Louis Dupont, bestuurder van de firma Fibru-Fisch.

### Archeologie

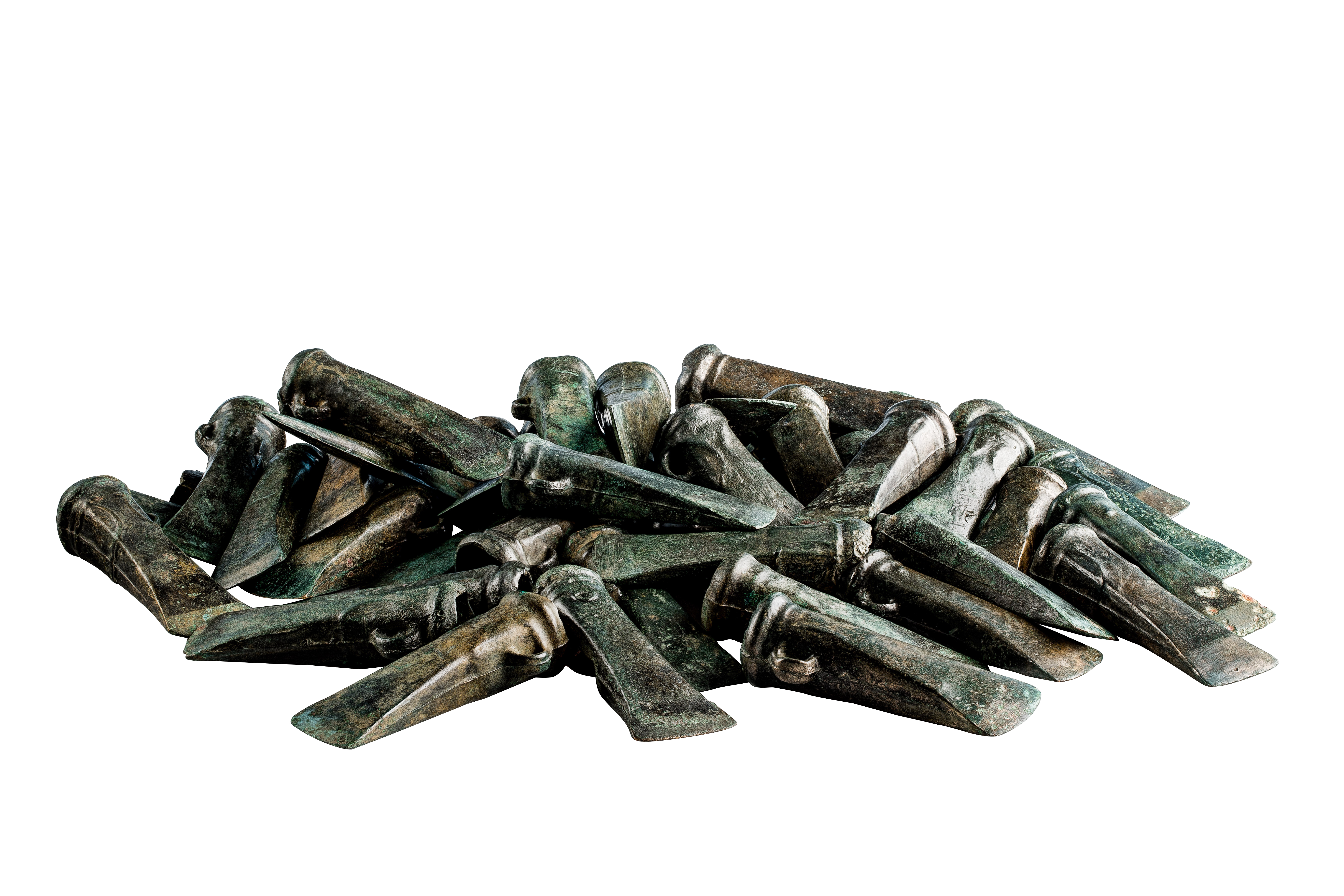
Het bronsdepot van Heppeneert, 47 kokerbijlen en een lanspunt, ca. 800 v.Chr., collectie Erfgoedfonds van de Koning Boudewijnstichting, Gallo-Romeins Museum in Tongeren

In 1992 kocht het Erfgoedfonds de Keltische muntschat van Thuin en in 1995 het bronsdepot van Heppeneert.

### Literair erfgoed en archieven

#### Striptekenkunst
De Koning Boudewijnstichting beschikt over verscheidene archieven en verzamelingen met betrekking tot de striptekenkunst.
In 2013 werd het artistiek patrimonium van Belgische tekenaar Didier Comès door zijn broers en zussen geschonken aan de Koning Boudewijnstichting. De stichting werkt samen met het Musée en Piconrue in Bastogne voor het tentoonstellen van het oeuvre.
Daarnaast bezit de stichting ook een deel van het artistieke patrimonium van striptekenaar François Schuiten. François Schuiten schonk dit deel aan de stichting naar aanleiding van de dertigste verjaardag van zijn stripcyclus De Duistere Steden. Het deel van de stichting werd in depot toevertrouwd aan de Bibliotheca Wittockiana.
Honderden originele platen, tekeningen en archiefstukken van auteur en striptekenaar Edgar P. Jacobs werden in 2017 toevertrouwd aan de Koning Boudewijnstichting.

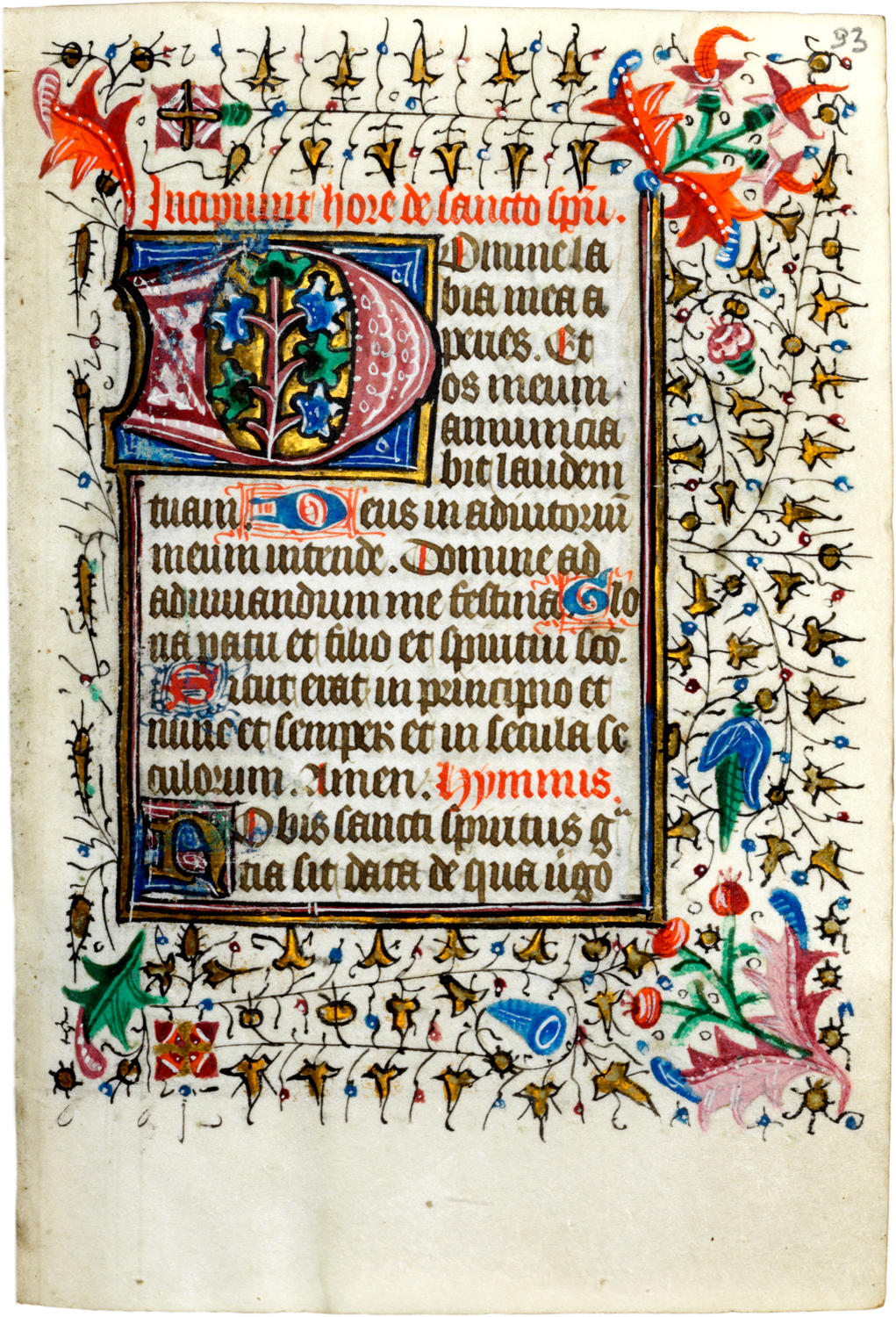
Verluchte pagina uit het Getijdenboek Van Reynegom.

#### Archieven
In 2001 verwierf de Koning Boudewijnstichting archiefstukken van Henry Morton Stanley. Met de medewerking van de Generale Maatschappij werd het verloren gewaand archief van deze ontdekkingsreiziger vervolledigd en ondergebracht in het Koninklijk Museum voor Midden-Afrika.

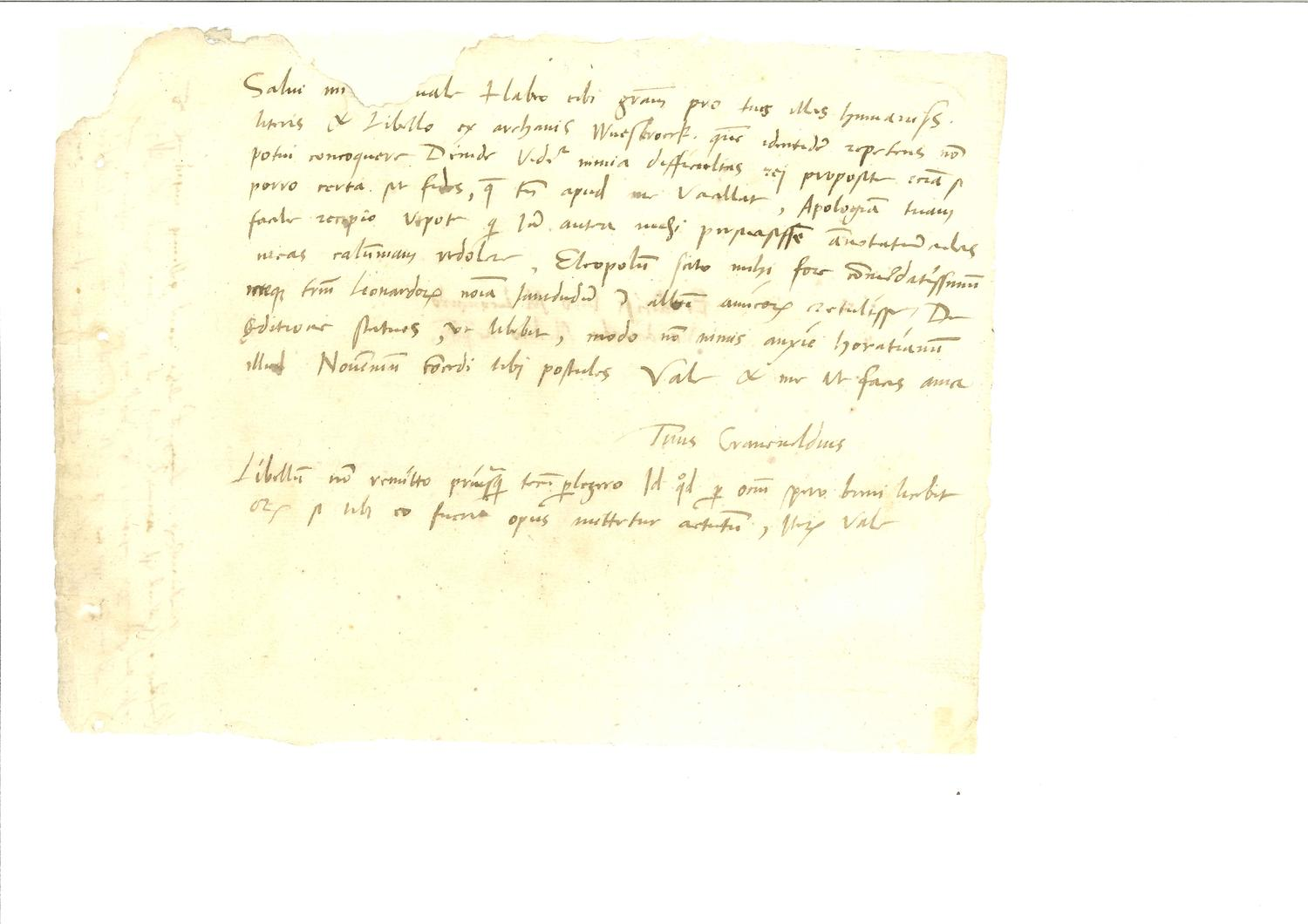
Fragment uit de Correspondenties van Cranevelt.

Briefwisseling van de 16e-eeuwse humanist Francis Cranevelt met o.a. Erasmus en Thomas More werd dan weer verworven in 1987 en ondergebracht bij de dienst Bijzondere Collecties van de Leuvense universiteitsbibliotheek.
De Koning Boudewijnstichting is ook eigenaar van het fonds Philippe Sollers - Dominique Rolin dat meer dan 15.000 brieven en 35 delen van het persoonlijke dagboek van Rolin omvat.
In 2011 kon dankzij het Erfgoedfonds de documentatie van Pierre de Séjournet de Rameignies worden ondergebracht in het Rubenianum.

### Muzikaal erfgoed
De collectie Yves Becko bevat ongeveer 20.000 78 toerenplaten en 65 cilinders daterende van 1890 tot 1950, net als een bibliotheek van ongeveer 2.000 werken met betrekking tot zangkunst en opnametechnieken.
Het muziekfonds Jean Warland omvat de persoonlijke muziekinstrumenten en accessoires van de Belgische jazz contrabassist Jean Warland. Daarnaast omvat het ook een rijke jazzdiscotheek en een reeks persoonlijke documenten.
Ook het jazzarchief van Robert Pernet behoort tot de collectie van de Koning Boudewijnstichting.

### Verkregen topstukken (selectie)
| Schilder              | Titel | Afbeelding |                   | Schilder | Titel | Afbeelding |
| --------------------- | --- | ---------- | ----------------- | --- | ----- | ---------- |
| Jan-Baptist Bonnecroy | Gezicht op Brussel - aangekocht in 1990 en ondergebracht in de Koninklijke Musea voor Schone Kunsten te Brussel.                               |            | Fernand Khnopff   | Portret van Marguerite Khnopff - verworven in 1991 en ondergebracht in Koninklijke Musea voor Schone Kunsten van België.                  |       |            |
| Félicien Rops         | De dame met de ledenpop - in 1997 verworven en ondergebracht in het Musée Félicien Rops.                                                       |            | Cornelis de Vos   | Portret van Jan Vekemans. - in 2006 verworven en ondergebracht in het Museum Mayer van de Bergh.                                          |       |            |
| Herri met de Bles     | Kruisweg - in 2007 verworven en ondergebracht in het Musée provincial des Arts anciens du Namurois.                                            |            | Henri Evenpoel    | Charles met streepjestrui.- verworven in 2008.                                                                                            |       |            |
| Alfred Stevens        | Camille Lemonnier in het atelier van de kunstenaar - verworven in 2014 en ondergebracht in de Koninklijke Musea voor Schone Kunsten van België |            | Herri met de Bles | Landschap met ontmoeting op de weg naar Emmaüs - verworven in 2010 en ondergebracht in het Musée provincial des Arts anciens du Namurois. |       |            |
| Jacob Jordaens        | De doedelzakspeler - verworven in 2009 en ondergebracht in het Rubenshuis in Antwerpen                                                         |            | Jan Van Delen     | Caritas - verworven in 2012 door de Koning Boudewijnstichting.                                                                            |       |            |
| Félicien Rops         | Het Antwerps Uiltje - verworven in 2002 en ondergebracht in DIVA.                                                                              |            | Léon Spilliaert   | De Absintdrinkster - verworven in 2015 en ondergebracht in de Museum voor Schone Kunsten.                                                 |       |            |
| Anthony van Dyck      | De apostel Mattheüs - verworven in 2016 en ondergebracht in het Rubenshuis in Antwerpen                                                        |            | Jacob Jordaens    | Zelfportret, verworven in 2016 en ondergebracht in het Rubenshuis in Antwerpen                                                            |       |            |

## Online toegankelijkheid
Een van de doelen die het Erfgoedfonds zich stelt is om de collectie zo veel mogelijk toegankelijk te maken. Dit uit zich onder meer in het publiceren van publicaties en het lanceren van specifieke collectie websites die zich richten tot de grote deelcollecties. Voorbeelden van deze online inventarissen zijn:
- Collectie Roberto Pozzo
- Schat van Oignies
- Collectie Thomas Neirynck
- Collectie Van Herck
- Archief van H.M. Stanley
- Collectie Catteau
- Collectie bas-reliëfs van Marie-Louise Dupont